# Егенолф I фон Раполтщайн
Егенолф I фон Раполтщайн (на немски: Egenolf I von Rappoltstein; † ок. 1221) от швабския знатен род Урзлинген/Урслинген, е господар на Раполтщайн (1193 – 1221) (днес Рибовил, фр: Рибеаувиллé) в Елзас.

## Произход и управление
Той е син на Улрих фон Урзлинген († сл. 1193) и съпругата му Гута фон Страсбург († сл. 1219), сестра на фогта на Щрасбург Анселм фон Рейнау. Внук е на господар Егелолф (Егенолф) фон Урзлинген († сл. 1188), подеста на Пиаченца (1162), и Хема фон Раполтщайн († сл. 1156), дъщеря на Адалберт фон Раполтщайн.
Егенолф I фон Раполтщайн управлява Раполтщайн заедно с брат си Анселм I фон Раполтщайн († сл. 15 януари 1236).

## Фамилия
Егенолф I фон Раполтщайн има двама сина:
- Улрих I фон Раполтщайн († 11 ноември 1267), женен I. за жена с неизвестно име, II. за Рихенца фон Нойенбург († сл. 1267)
- син (Хайнрих?) фон Раполтщайн († пр. 1242), женен пр. 1242 г. за Лаурета фон Близкастел (* 1212; † септември 1269)